# Jan Bárta
Jan Bárta (ur. 7 grudnia 1984 w Kyjovie) – czeski kolarz szosowy. Specjalizuje się w jeździe indywidualnej na czas i wyścigach tygodniowych.

## Najważniejsze osiągnięcia
2003
- 1. miejsce w mistrzostwach Czech do lat 23 (start wspólny)

2009
- 1. miejsce na 4. etapie Österreich-Rundfahrt

2010
- 2. miejsce w mistrzostwach Czech (jazda ind. na czas)

2011
- 2. miejsce w mistrzostwach Czech (jazda ind. na czas)
- 3. miejsce w Tour of Britain

2012
- 1. miejsce w mistrzostwach Czech (jazda ind. na czas)
- 1. miejsce w Settimana Internazionale di Coppi e Bartali
  - 1. miejsce na 5. etapie (I.T.T)
- 1. miejsce w Rund um Köln

2013
- 2. miejsce w Circuit de la Sarthe
- 1. miejsce w Szlakiem Grodów Piastowskich
  - 1. miejsce na 2. etapie
- 3. miejsce w Bayern Rundfahrt
- 1. miejsce w mistrzostwach Czech (jazda ind. na czas)
- 1. miejsce w mistrzostwach Czech (start wspólny)

2014
- 1. miejsce w mistrzostwach Czech (jazda ind. na czas)

2015
- 1. miejsce w mistrzostwach Czech (jazda ind. na czas)

2017
- 2. miejsce w Czech Cycling Tour

2019
- 3. miejsce na igrzyskach europejskich (jazda ind. na czas)

2021
- 2. miejsce w mistrzostwach Czech (jazda ind. na czas)
- 1. miejsce w Wyścigu Solidarności i Olimpijczyków
  - 1. miejsce na 4. etapie

2022
- 1. miejsce w mistrzostwach Czech (jazda ind. na czas)
- 2. miejsce w mistrzostwach Czech (start wspólny)